# 前田光高
前田光高（日语：／ Maeda Mitsutaka，1616年1月9日—1645年4月30日），加賀藩第三代藩主。他是前田利常的嫡長子，母親為正室，幕府二代將軍德川秀忠的次女德川珠姬（天德院），幼名是犬千代。正室是水戶德川賴房的女兒，三代將軍德川家光的養女清泰院大姬，兩子前田綱紀、萬菊丸（早夭）。
寬永十六年（1639年），二十三歲時父親退位隱居，由他繼位。在光高在任的期間，他分封兩個同母弟弟為富山藩主（前田利次）、大聖寺藩主（前田利治），因此當時的宗家加賀藩的領地只有八十萬石，是歷代以來最少的時候。
寬永二十年（1643年）和正室生下長子綱紀。不過，這個通知後緊接著就是參勤交代，而光高也留下僅僅七天六夜走了一百二十里的速度記錄。兩年後光高就去世，享年僅二十九歲。戒名「陽廣院殿將巖天良大居士」，葬於石川縣金澤市野田町的野田山墓地。
之後其三歲的長子綱紀繼承藩主一位，並由已隱居的利常輔佐。

## 官職位階履歷
※日期＝舊曆
- 寬永六年（1629年）四月二十三日，元服，將軍德川家光賜一字，改名為光高。任正四位下左近衛權少將兼筑前守。
- 寬永十六年（1639年）四月二十三日，繼任成為藩主。

## 逸話
由於母系的叔父，三代將軍德川家光長年沒有嗣子，所以據說曾經考慮讓流有將軍家血液的光高繼任為將軍，不過後來，家光在寬永十八年（1641年）得一子竹千代。也有一說，因為家光曾在公開的宴會上拉了光高的手，於是光高和家光有了同性戀的傳言（家光為同性戀之事已流傳甚久）。